# 一條房家

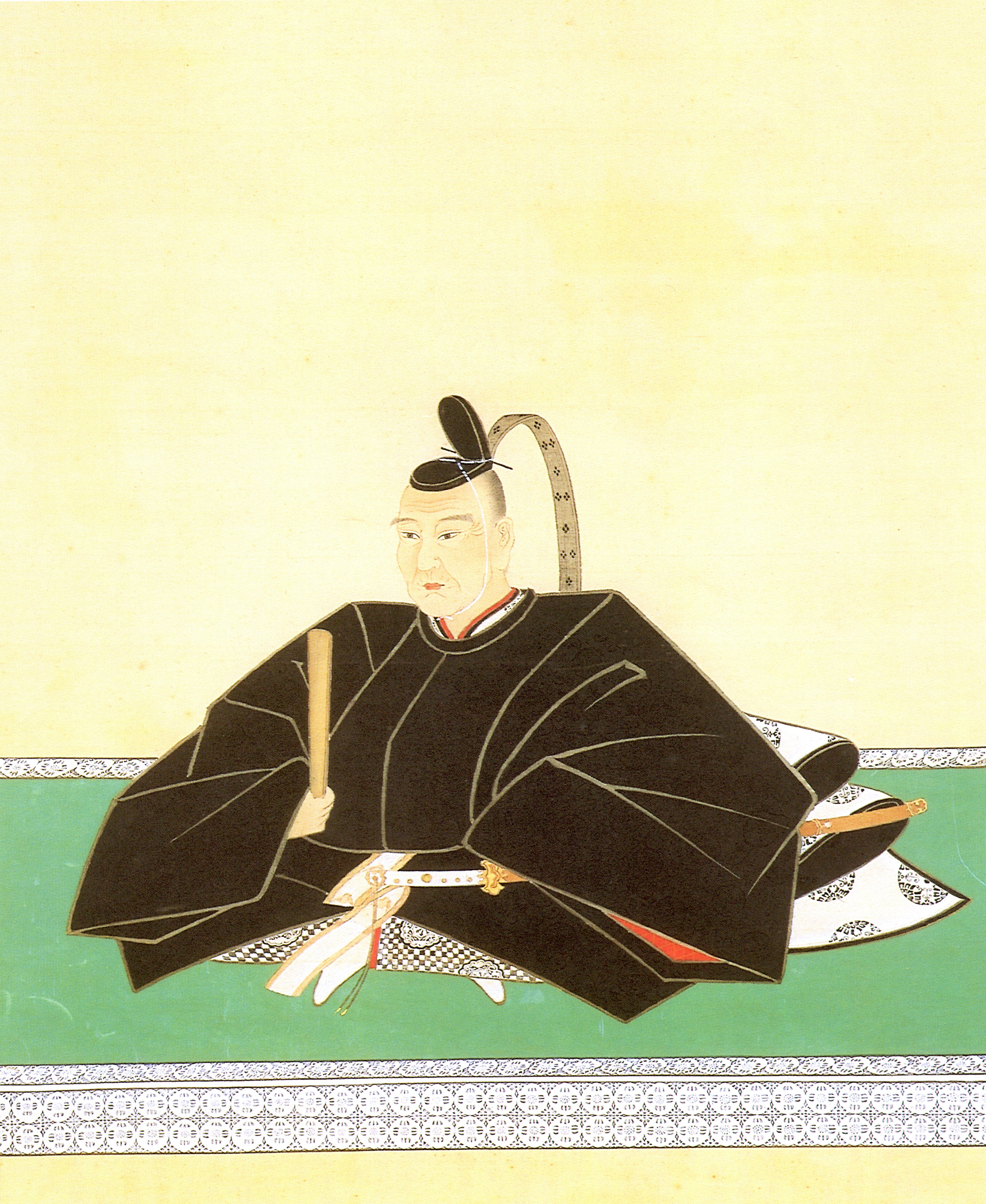
一条房家肖像

一條房家（1475年（文明七年）—1539年12月23日（天文八年十一月十三日）），土佐一條氏的第2代當主。官至正二位。

## 生平
房家在位期間盡力發展有「小京都」之稱的中村城（位於今高知縣四萬十市），令一條氏踏入了最盛期。1508年，長宗我部氏被本山氏消滅，房家遂保護長宗我部氏的遺兒長宗我部國親，國親成年後放回岡豐城（位於今高知縣南國市）。房家死後，後來的長宗我部元親忘記房家昔日的恩情攻打一條兼定，被世人唾罵。房家死後，一條家逐漸衰弱。

## 系譜
- 父：一條教房
- 母：中納言局
- 子嗣：
  - 一條房冬
  - 一條房通